# Mosta
Mosta – jedna z jednostek administracyjnych na Malcie. Mieszka tutaj 20 241 mieszkańców. Położona jest w środkowej części wyspy Malty.
Na obrzeżach znajduje się Malta Aviation Museum (Maltańskie Muzeum Lotnictwa). Znajduje się tu również Cumbo Tower (Wieża Cumbo), farma Marquis Mallia Tabone oraz Fort Mosta. Znajduje się tu także Mosta Technopark. Przez miejscowość przechodzi Victoria Lines.

## Kościoły
W Mosta znajduje się kościół-rotunda pod wezwaniem Wniebowzięcia NMP, ufundowany przez mieszkańców, którzy także fizycznie pracowali przy budowie. Świątynia wzniesiona w latach 1833–1860 ma neoklasycystyczny portal wzorowany na rzymskim Panteonie. Potężna kopuła – jedna z największych w Europie.
W zakrystii znajduje się replika niemieckiej bomby, która 9 kwietnia 1942 roku w czasie ataków lotniczych podczas oblężenia Malty przebiła kopułę. Nie eksplodowała jednak i nie zraniła nikogo z wiernych, co uznawane jest za cud.
Znajdują się tu również inne budynki sakralne np. St. Andrew Church, kościółek Bidnija, Speranza Chapel (kaplica Speranza), St. Leonard chapel (kaplica St. Leonarda) Il-Kappella ta’ San Pawl Eremita.

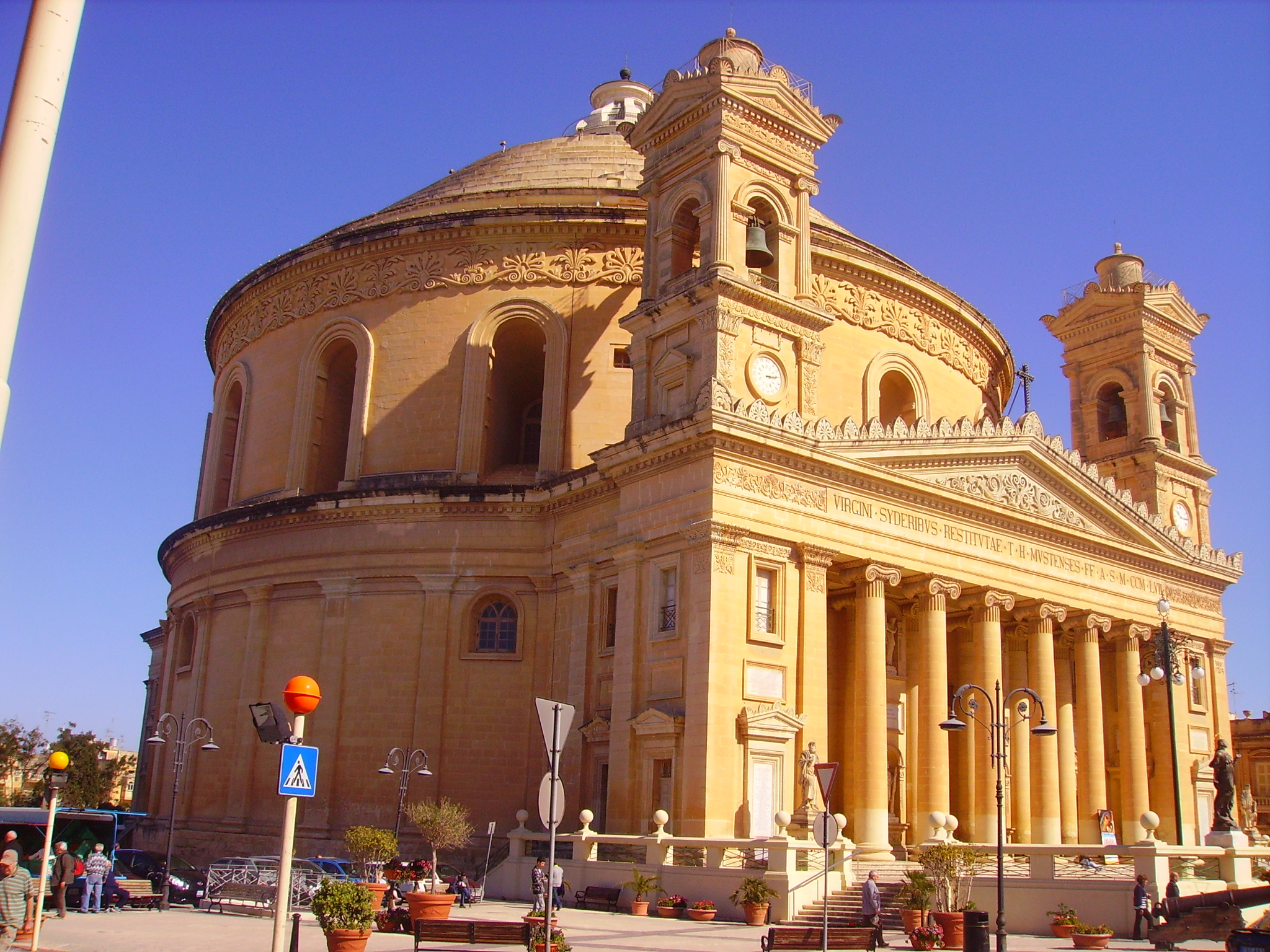
Rotunda w Moście
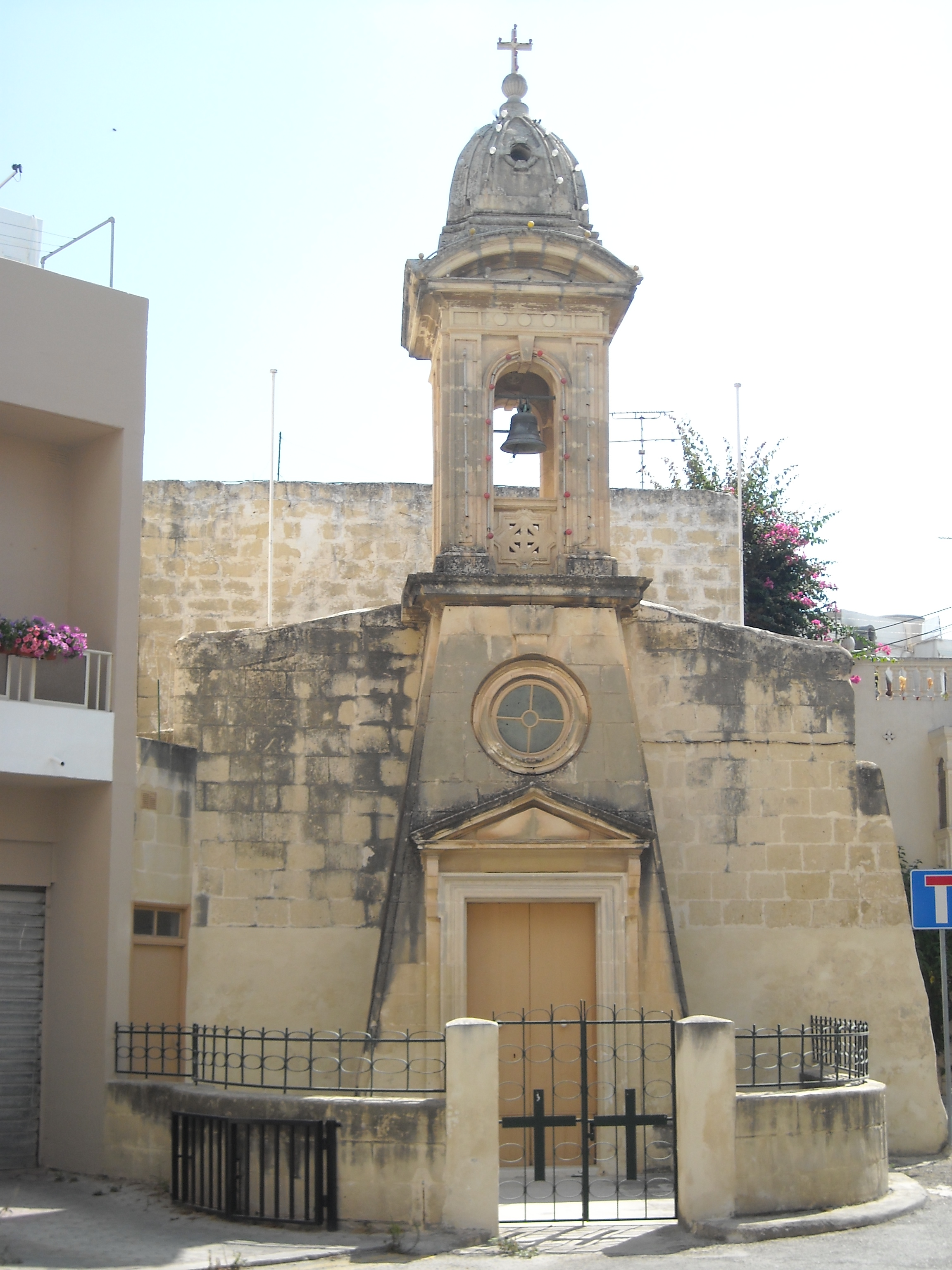
St. Leonard chapel (kaplica St. Leonarda)
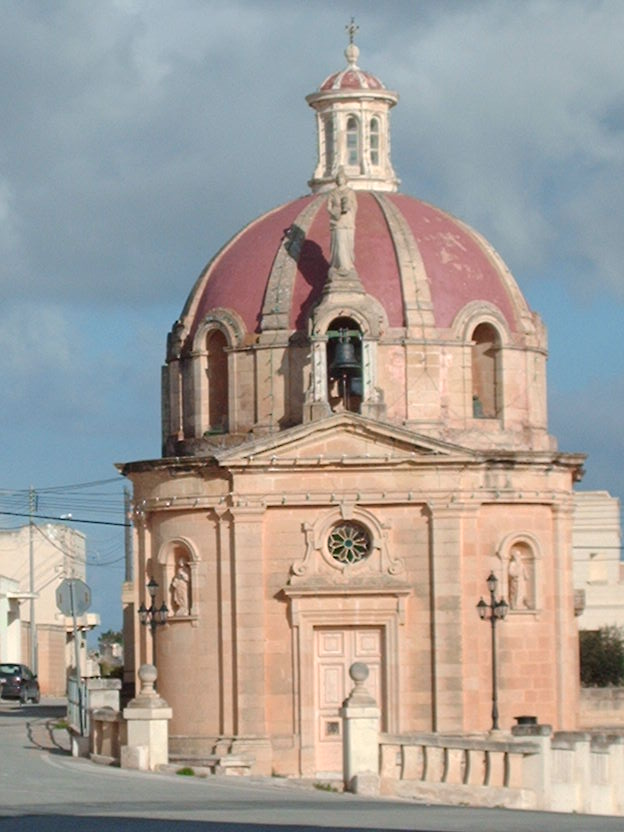
Kościół Bidnija

## Katakumby i dolmeny
W Mosta znajdują się Katakumby Ta' Bista i Dolmeny Wied Filep

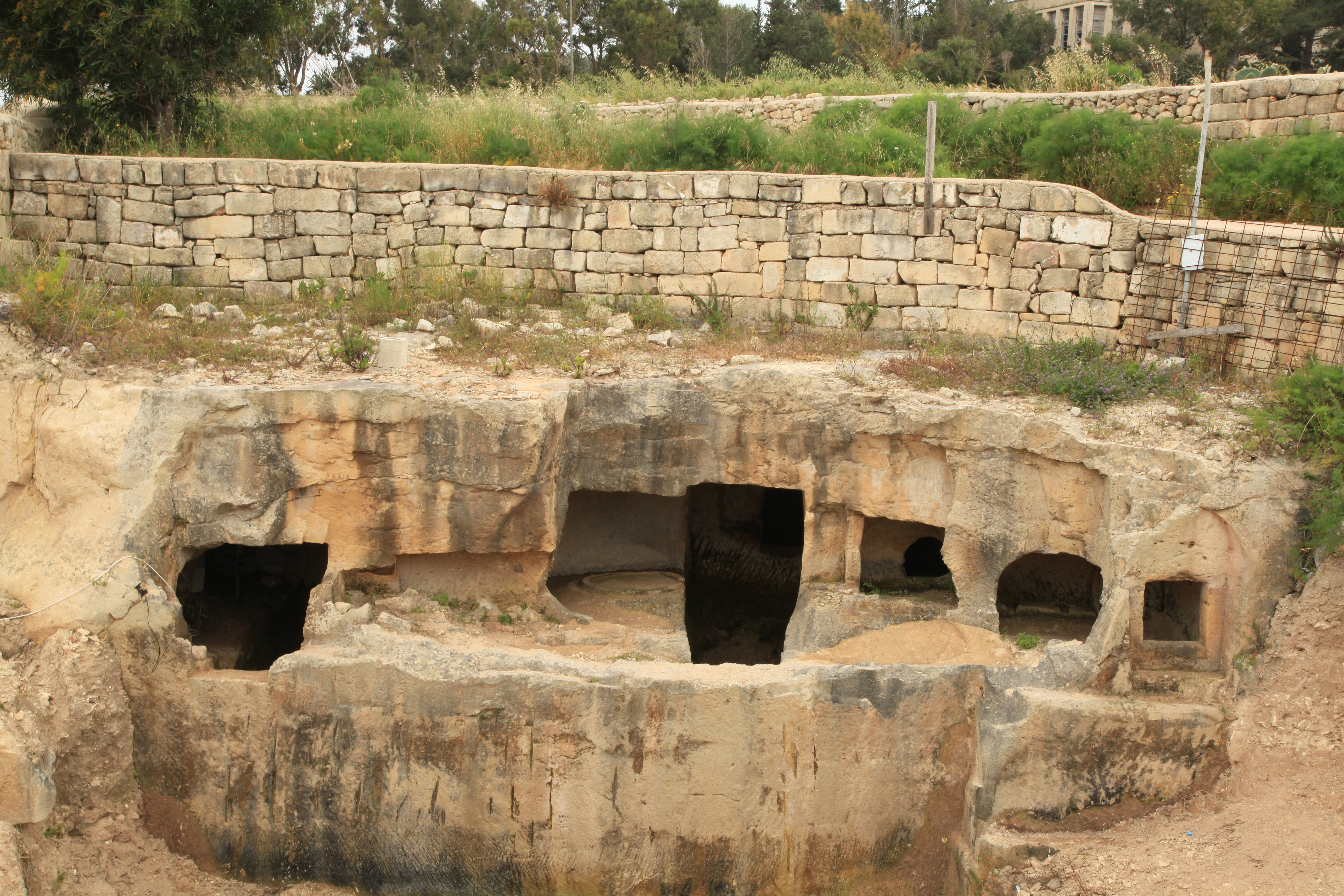
Katakumby Ta' Bista
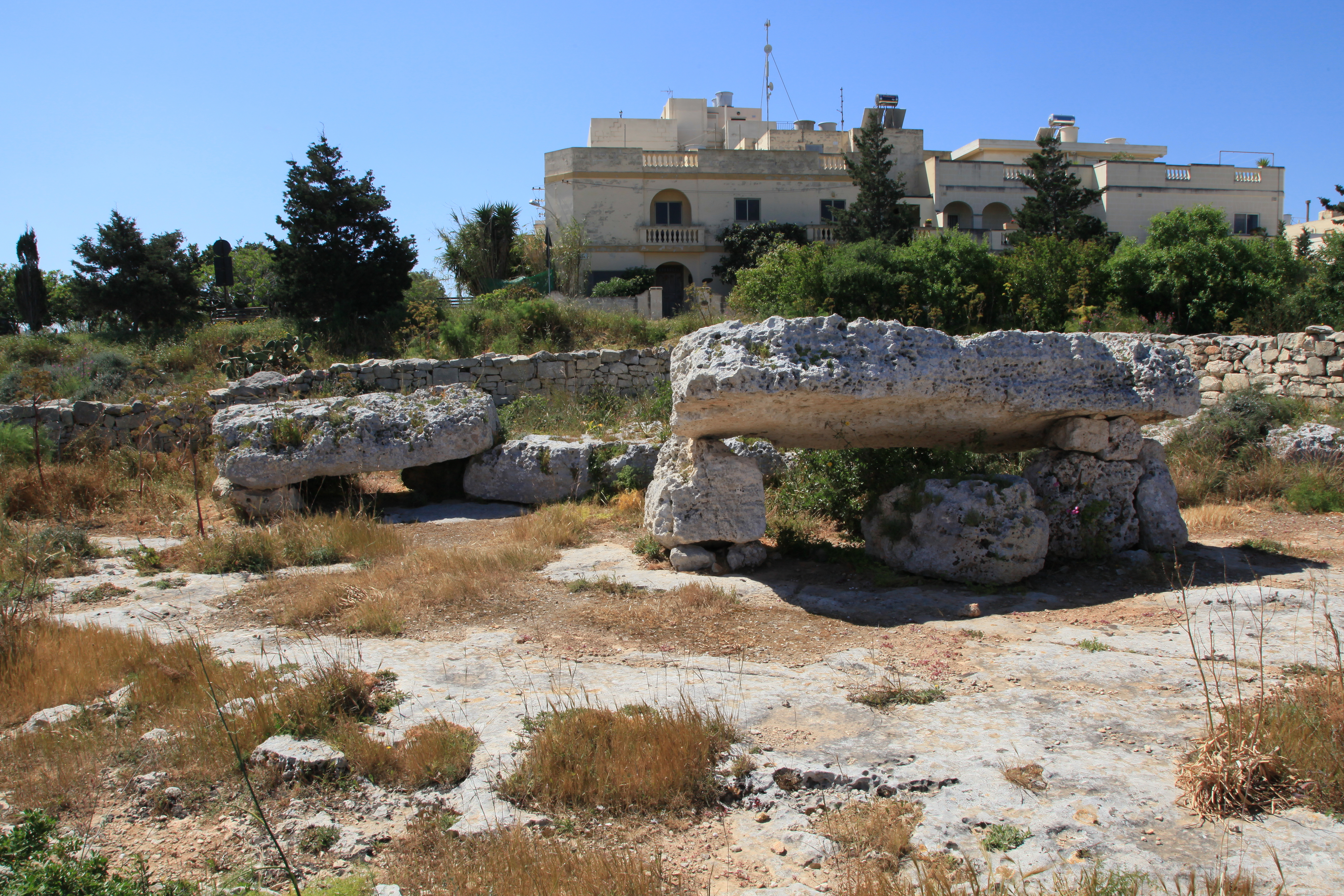
Dolmeny Wied Filep

## Ulice

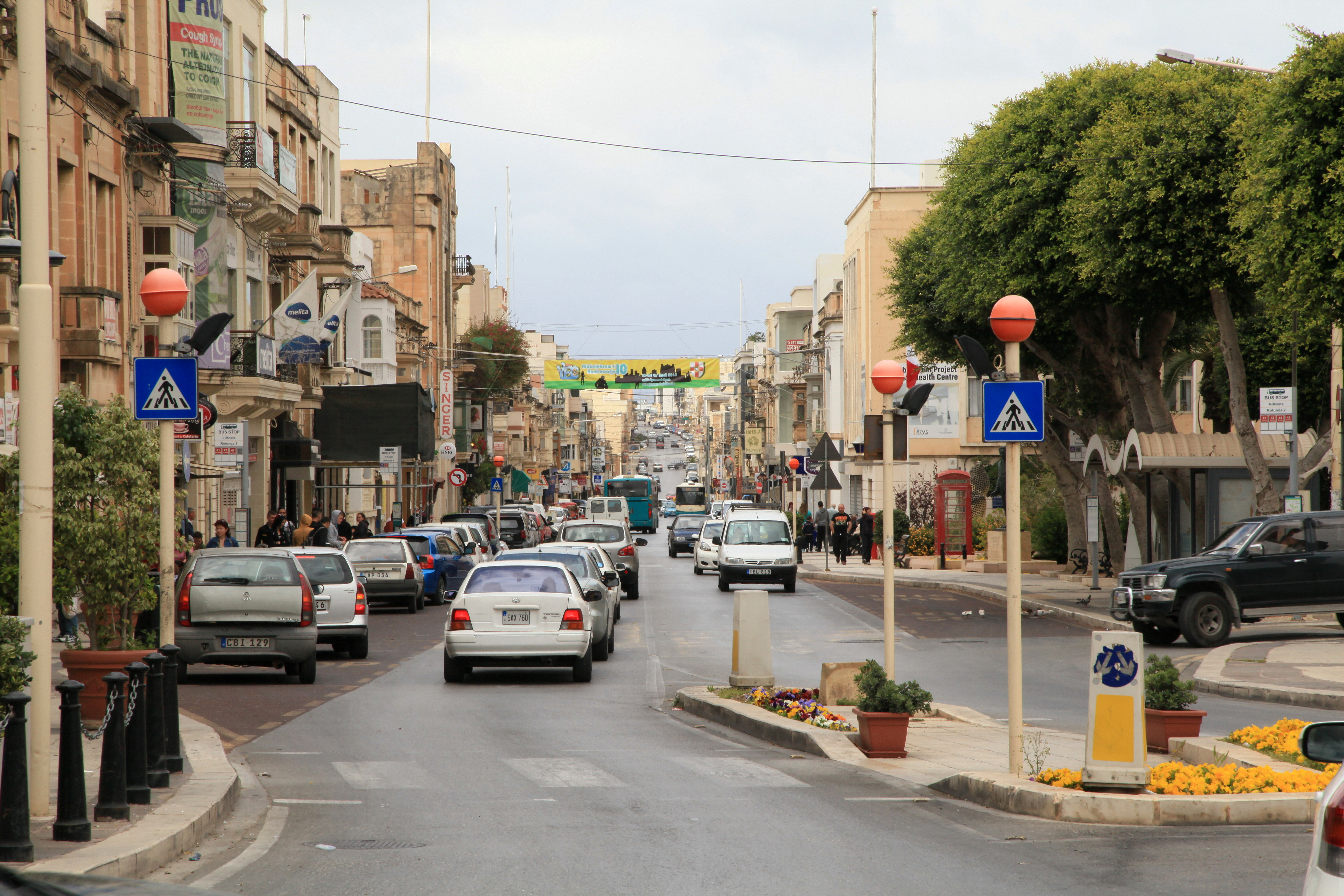
Constitution Street (Triq il-Kostituzzjoni) w centrum

Constitution Street (malt. Triq il-Kostituzzjoni) to jedna z głównych ulic w Mosta, ma długość około 1 km i przechodzi przez centrum miejscowości. Rozpoczyna się przy rondzie w okolicy St. Andrew Church a kończy przy rondzie obok Rotundy. Innymi ważniejszymi ulicami są: Eucharistic Congress Street (malt. Triq Il-Kungress Ewkaristiku), Independence Avenue (malt. Vjal L-Indipendenza) czy Triq Il-Kbira.

## Edukacja
W miejscowości znajduje się MCAST Art & Design Institute (Instytut Sztuki i Wzornictwa MCAST), Maria Regina College oraz inne placówki edukacyjne.

## Sport
W Mosta działa drużyna piłkarska Mosta FC grająca w Maltese Premier League.

## Handel
W miejscowości znajduje się duże centrum handlowe PAMA Shopping Village, supermatket Ta' Natu Super Market i szereg mniejszych sklepów.

## Galeria

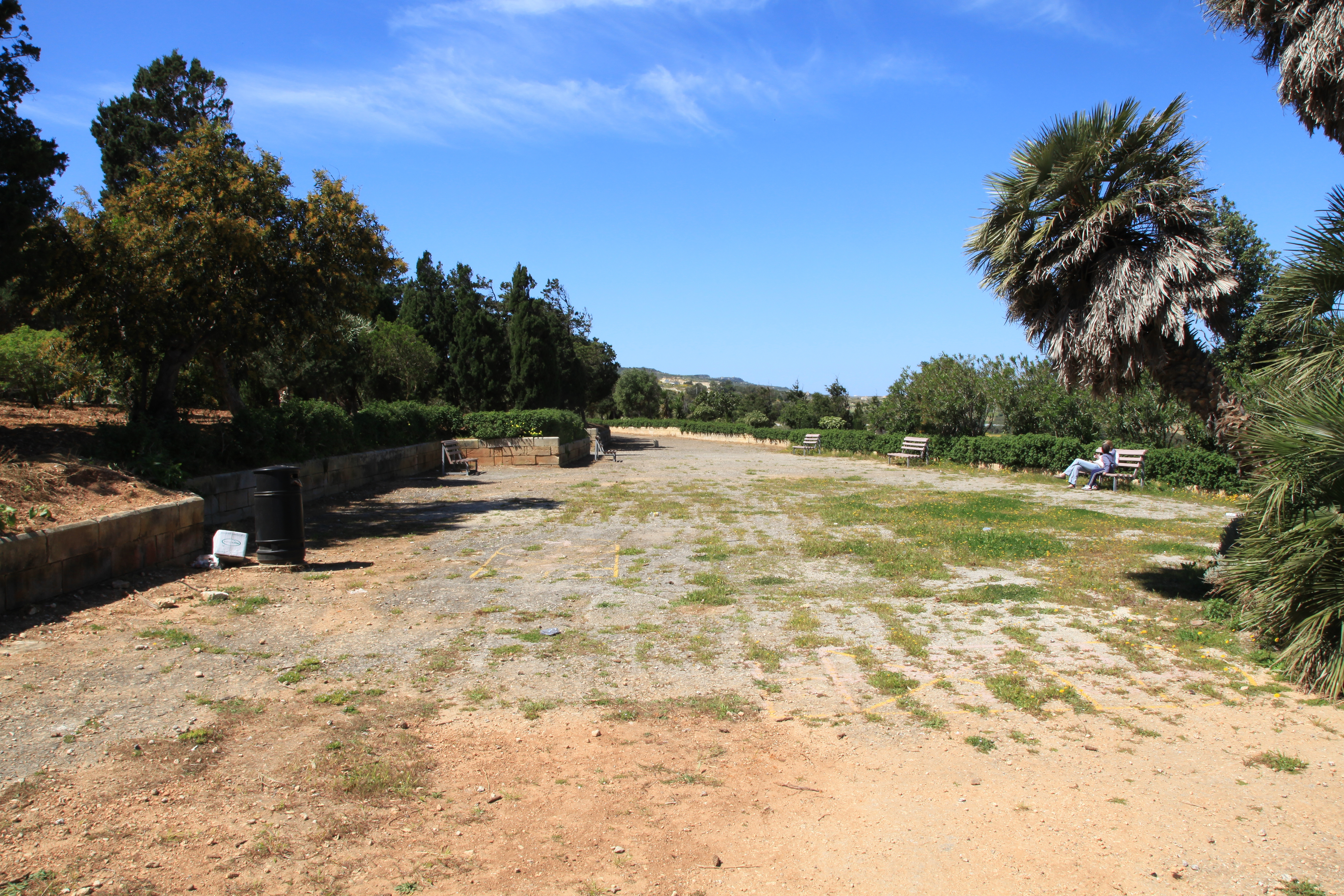
Ogród Ġnien l-Għarusa tal-Mosta
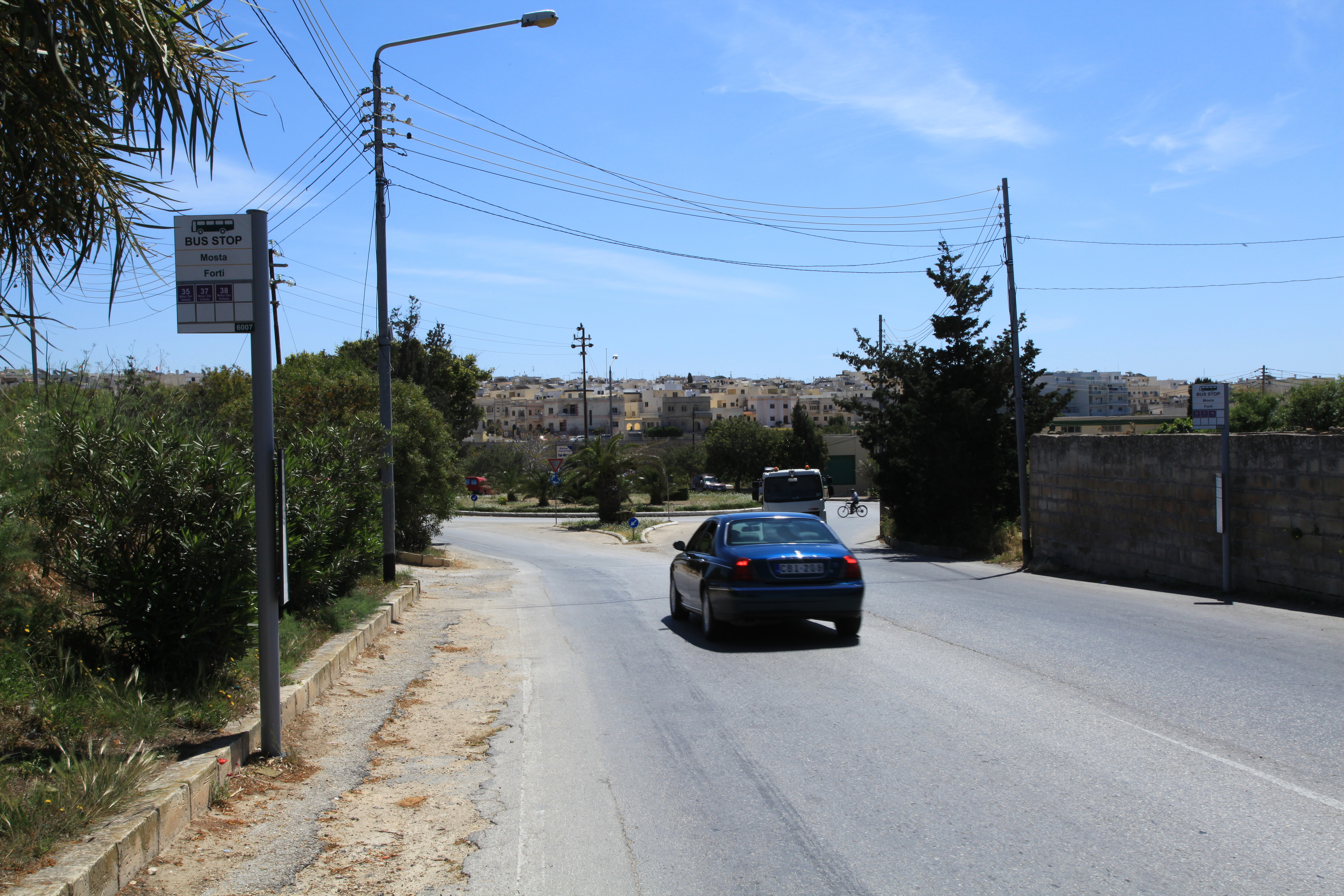
Uliczka na obrzeżach
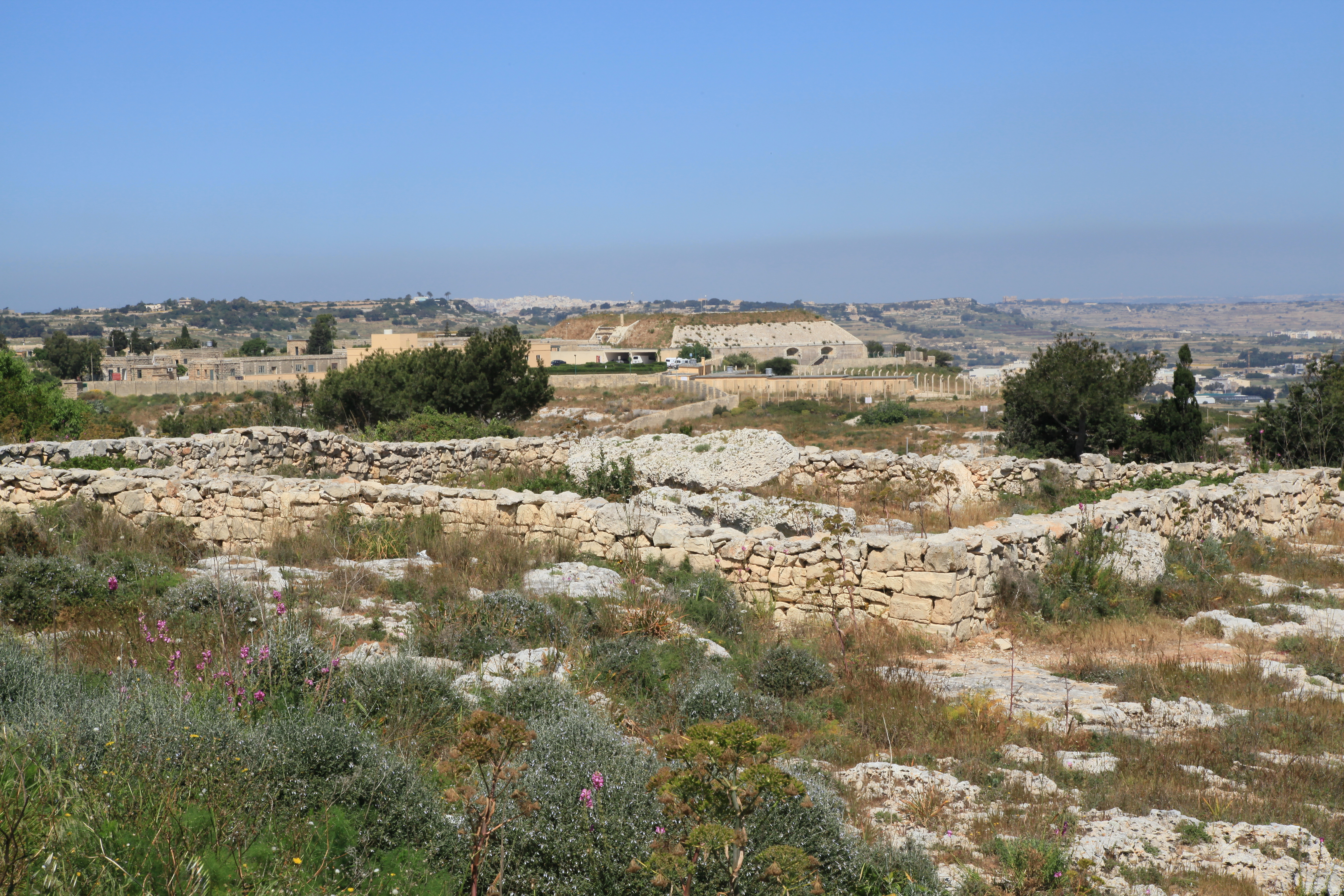
Fort Mosta